# Hypixel
Hypixel（ハイピクセル、正式名称:Hypixel Network）は、『Minecraft』のミニゲームサーバーである。2013年4月13日にSimon  Collins-Laflamme（別名:Hypixel）とPhilippe Touchetteによって公開され、Hypixel Inc.が管理および運営を行っている。HypixelはMinecraftのJava版でのみ利用可能である。Hypixelは4つのギネス世界記録を保持しており、現在公開中のMinecraftサーバーの中で最大のサーバーであると広く認められている。

## 歴史
Hypixelサーバーは、2013年4月13日にベータ版としてSimon Collins-LaflammeとPhilippe Touchetteによって公開された。サーバーはHypixel Inc.によって管理および運営されている。2人は当初、Minecraftのアドベンチャーマップを共同で作成し、YouTubeチャンネルにトレーラーを投稿していた。Hypixelサーバーはこれらのマップをプレイし、さらに紹介するために作成された。ミニゲームは当初、プレイヤーが他のプレイヤーを待っている間にプレイするために作成されたが、ミニゲーム自体が好評を博し、サーバーの主要な独自性となったことで、Hypixelは他のMinecraftマップやゲームの作成ではなく、新たなサーバーコンテンツに注力するようになった。
Hypixelの管理者であるHypixel Inc.は、2013年1月23日に「8414483 Canada Inc」という名称でカナダの法人として登録された。その後、2015年2月2日に名称が「Hypixel Inc.」に変更された。
2015年には、サーバーの維持費が月額約10万ドルかかることが明らかになった。
2019年6月11日、Hypixelはサーバーで最も人気のあるゲームモードであるSkyblockを公開した。また、2020年1月4日には、新たに日本語を始めとした、いくつかの言語に対応した。
サーバーコミュニティのプレイヤーは団結して、2022年夏に亡くなったコンテンツクリエイターのTechnobladeに40万以上の哀悼メッセージを書いた。その後、メッセージは21冊の本にまとめられ、テクノブレードの家族に届けられた。

### プレイヤー数
2015年9月、Hypixelには毎月190万人のプレイヤーがいた。2016年12月21日、Hypixelはユニークプレイヤー（ログインしたことのあるプレイヤー）数が合計1000万人に到達し、2018年12月13日にHytaleが発表された時点で1410万人に到達していた。サーバー所有者のツイートによると、2020年4月にサーバーのユニークプレイヤー数が1800万人に到達した。2021年4月の時点で、サーバーの同時接続者数は定期的に15万人を超えており、4月16日には最大で21万6千人を超えていた。

### Hypixel China
2017年5月、HypixelはMinecraft Chinaの発売元である網易と提携し、中国版Hypixel（別名「Chypixel」）を公開した。Minecraft ChinaとHypixel Minecraftサーバーは、パートナーシップの一環として網易によって運営・翻訳されていた。
2020年4月13日、網易は契約満了に伴い、中国版サーバーを2020年6月30日に閉鎖すると発表した。

### サイバー攻撃
Hypixelは、マルウェアであるMiraiによるサーバーへの複数回の攻撃の被害を受けた後、2018年4月頃に、DDoS攻撃対策としてCloudflare Spectrumの使用を開始した。
2021年6月18日、Hypixelは緊急メンテナンスのためサーバーを一時閉鎖し、ホストが「大規模なDDoS攻撃」を受けていると発表した。サーバーが閉鎖される前の時点でプレイヤーから接続の問題が報告されており、Hypixelチームは「アップストリームプロバイダーで問題を特定した」と主張していた。その後、サーバーは完全に再開されるまで4日間閉鎖されたままだった。声明の中で、Hypixelチームは「8年以上にわたってDDoS攻撃に対処してきた」こと、そして「（サーバーの）所有者による最近の変更により設定に欠陥が発生した」ことを改めて述べた。

## ゲームプレイ
Hypixelには、Minecraftのゲームメカニクスを改造、再利用した様々なマルチプレイヤーミニゲームがある。プレイヤーは装飾やランクを購入して、特定のゲーム内能力を習得することができる。

## 受賞とノミネート
2017年10月20日、Hypixelは4つのギネス世界記録を保持していると発表した。
| 賞             | 部門                                                      | 記録                         | 日付          | 結果 | 出典                |
| -------------- | --------------------------------------------------------- | ---------------------------- | ------------- | ---- | ------------------- |
| ギネス世界記録 | ビデオゲームで最も人気のあるサーバー                      | 同時接続プレイヤー数64,533人 | 2017年7月7日  | 受賞 | [ 5 ] [ 16 ] [ 29 ] |
| ギネス世界記録 | 最も人気のあるMinecraftのサーバー                         | 同時接続プレイヤー数64,533人 | 2017年7月7日  | 受賞 | [ 5 ]               |
| ギネス世界記録 | 最もミニゲームの数が多いMinecraftのサーバー               | 43ゲーム                     | 2017年8月11日 | 受賞 |                     |
| ギネス世界記録 | Minecraftのサーバーで最もログインしているプレイヤーが多い | 11,982,298人のプレイヤー     | 2017年8月24日 | 受賞 | [ 16 ]              |

1. ↑  ギネス世界記録挑戦イベントではなく、履歴データに基づく[28]
2. ↑  ギネス世界記録はゲームを「Minecraftプレイヤーがログインしてプレイできるライブゲーム」とみなしており、その数には「同じゲームの異なるモードや削除されたゲームは含まれない」[28]。また、完全な一覧は提供されていない。